# Bythaelurus canescens
Bythaelurus canescens, comúnmente conocido como Gata café, es una especie de tiburón pequeño de la familia Pentanchidaeen el orden de los Carcharhiniformes. Se distribuye frente a la costa de Perú y Chile en el Océano Pacífico Sur Oriental. Generalmente es capturada en la pesca incidental en diferentes pesquerias de peces y crustáceos de aguas profundas, especialmente en la pesca de arrastre del camarón nailon (Heterocarpus reedi) en el norte, centro y hasta la zona sur-austral de Chile, incluyedo también en la pesqueria de bacalao de profundidad (Dissostichus eleginoides), congrio dorado (Genypterus blacodes) y raya volantin (Dipturus chilensis) al sur de Chile.

## Morfología
La Gata café pueden llegar alcanzar los 85 cm de longitud total (LT).Contienen una pigmentacion café oscuro a negro, se caracteriza por tener una cabeza grande y ligeramente achatada con surcos labiales cortos, poseen unos dientes heterodontos en ambas mandíbulas, dos aletas dorsales posteriores, la primera ubicada a la misma altura en la base de las aletas pelvicas. Los denticulos dérmicos están distribuidos en todo el cuerpo, caracteristicamente la zona de la corona están representados en forma de hoja con un lóbulo central y dos crestas simétricas.

## Reproducción
Es ovíparo.

## Hábitat
Es una especie demersal, bento-pelágico que habita por el nivel del talud continental superior entre 200-730 m de profundidad.